# Skrikpodden
Skrikpodden är ett svenskt poddradioprogram. Den beskriver sig själv som ”Sveriges enda podcast för metalcore, hardcore, pop-punk och annan skrikmusik”.

## Bakgrund
Skrikpodden sändes för första gången 2019 och har hittills sänts i mer än 50 vanliga avsnitt samt mer än 10 specialavsnitt. Sedan starten 2019 drivs Skrikpodden av Emil Flisbäck och Joakim Nidén. Avsnitten är normalt på svenska, men då ett utländskt band intervjuas (exempelvis Mike Tompa från Silverstein) blir ofta hela avsnittet på engelska. Till dags dato har Skrikpodden nedladdats mer än 11 000 gånger.

## Innehåll
I ett normalt avsnitt diskuterar Flisbäck och Nidén främst nyheter inom genren, såsom spelningar och skivsläpp. Recensioner är vanligt förekommande. Många avsnitt innehåller även intervjuer med band. Vanligen spelas endast korta utdrag ur låtarna. Tävlingar förekommer regelbundet. Tilltalet kan växla mellan spexigt och analytiskt. Traditionsenligt avslutas varje avsnitt med att Flisbäck och Nidén berättar vad de har för bandtröjor på sig. En vanlig längd på avsnitten är 45–60 minuter, men avvikelser förekommer.
Exempel på band som intervjuats i Skrikpodden är Adept, Imminence, WSTR.

## Övrigt
Skrikpodden går bland annat att lyssna på genom Spotify, Applepodcast, Podbean och YouTube. Skrikpodden har även sidor på Instagram och Facebook.
2021 nominerades Skrikpodden till årets podcast av Impericon.com.